# Petey Williams
Peter Williams III (ur. 26 sierpnia 1981 w Windsor) – kanadyjski wrestler lepiej znany pod swoim pseudonimem ringowym jako Petey Williams.

## Kariera wrestlera
Preferowanym przez niego stylem walki był High-flyer. Charakterystycznym dla niego finisherem jest jego własna odmiana Piledrivera wykonywanego z przewrotką, który nazywa The Canadian Destroyer (pl. Kanadyjski niszczyciel). Sam również jest często określany pseudonimem The Canadian Destroyer.
Pierwszą walkę stoczył w 2001 roku. Walczył między innymi w Lucha Libre USA, gdzie wraz z Jonem Rekonem zdobył mistrzostwo drużynowe LLUSA Tag Team Championship.
W 2004 roku dołączył do Impact Wrestling, gdzie był liderem drużyny Team Canada i dwukrotnie wygrał mistrzostwo X Division Championship.
W październiku 2021 roku stoczył swoją ostatnią walkę - przegrał pojedynek przeciwko Nickowi Wayne'owi. W tym samym roku został przyjęty w WWE w charakterze producenta na okres próbny. W 2022 roku został formalnie zatrudniony.